# Curtis Glencross
Curtis Jack Glencross (* 28. Dezember 1982 in Kindersley, Saskatchewan) ist ein ehemaliger kanadischer Eishockeyspieler, der im Verlauf seiner aktiven Karriere zwischen 2002 und 2015 unter anderem 523 Spiele für die Anaheim Ducks, Columbus Blue Jackets, Edmonton Oilers, Calgary Flames und Washington Capitals in der National Hockey League auf er Position des linken Flügelstürmers bestritten hat.

## Karriere
Curtis Glencross begann seine Karriere als Eishockeyspieler 2002 für die Eishockeymannschaft der University of Alaska Anchorage in der National Collegiate Athletic Association. Nach zwei Jahren wurde er am 25. März 2004 als Free Agent von den Mighty Ducks of Anaheim verpflichtet. In seinen drei Spielzeiten für Anaheim kam er jedoch nur auf zwei Einsätze in der National Hockey League in der Saison 2006/07, bei denen er einen Treffer erzielte. Hauptsächlich stand Glencross für das damalige Farmteam der Ducks, die Cincinnati Mighty Ducks aus der American Hockey League, auf dem Eis.
Am 26. Januar 2007 wurde der Kanadier zusammen mit Zenon Konopka im Tausch für Mark Hartigan und Joe Motzko an die Columbus Blue Jackets abgegeben. Bis Saisonende spielte Glencross sieben Mal für die Blue Jackets und in 29 Spielen für deren AHL-Farmteam Syracuse Crunch. In der Saison 2007/08 spielte Glencross ausschließlich für das NHL-Team der Blue Jackets und kam auf 36 Einsätze. Am 1. Februar 2008 wurde er im Tausch für Dick Tärnström an die Edmonton Oilers abgegeben, für die er bis zum Ende der Saison weitere 26 NHL-Spiele bestritt. Am 2. Juli 2008 unterschrieb Glencross schließlich einen Dreijahresvertrag als Free Agent bei den Calgary Flames.
Während der Oilers Skill Competition in der Spielzeit 2007/08 gelang Glencross ein inoffizieller NHL-Rekord, indem er die Eisfläche des Rexall Place in 13,370 Sekunden umrundete.
Nach sieben Jahren in Calgary gaben ihn die Flames im März 2015 an die Washington Capitals ab und erhielten im Gegenzug ein Zweit- sowie ein Drittrunden-Wahlrecht für den NHL Entry Draft 2015. Bei den Capitals beendete Glencross die Saison, erhielt darüber hinaus jedoch keinen Vertrag. Nachdem er in zwei Probetrainings bei den Toronto Maple Leafs und der Colorado Avalanche nicht fest verpflichtet wurde, gab er im Oktober 2015 das Ende seiner aktiven Karriere bekannt.

## Karrierestatistik
(Legende zur Spielerstatistik: Sp oder GP = absolvierte Spiele; T oder G = erzielte Tore; V oder A = erzielte Assists; Pkt oder Pts = erzielte Scorerpunkte; SM oder PIM = erhaltene Strafminuten; +/− = Plus/Minus-Bilanz; PP = erzielte Überzahltore; SH = erzielte Unterzahltore; GW = erzielte Siegtore; 1 Play-downs/Relegation; Kursiv: Statistik nicht vollständig)